# Jakub Derech-Krzycki
Jakub Alfred Derech-Krzycki (ur. 24 czerwca 1970 w Poznaniu) – polski polityk, ekonomista, poseł na Sejm IV kadencji.

## Życiorys
Ukończył studia na Wydziale Nauk Ekonomicznych i Zarządzania Uniwersytetu Szczecińskiego.
Należał do Socjaldemokracji Rzeczypospolitej Polskiej, w 1999 przystąpił do Sojuszu Lewicy Demokratycznej. Od 1994 do 1998 zasiadał w radzie miasta Gorzów Wielkopolski, w 1995 był szefem gabinetu prezydenta miasta, następnie do 1999 sekretarzem miasta. W latach 1999–2001 zajmował stanowisko dyrektora szpitala wojewódzkiego w Gorzowie Wielkopolskim.
Pełnił funkcję posła IV kadencji z listy SLD-UP z okręgu lubuskiego. Kandydował do Sejmu ponownie z rekomendacji Sojuszu Lewicy Demokratycznej w 2005, 2011 i 2015. W 2006 bez powodzenia ubiegał się o wybór do sejmiku lubuskiego. W 2010 uzyskał mandat radnego Gorzowa Wielkopolskiego z listy komitetu wyborczego Tadeusza Jędrzejczaka (konkurencyjnego wobec SLD). W 2014 nie uzyskał reelekcji, ponownie startując z ramienia komitetu Tadeusza Jędrzejczaka. W 2018 był kandydatem Koalicji Obywatelskiej na radnego miejskiego (nie uzyskał mandatu). Do rady miasta został natomiast z ramienia KO wybrany w 2024.